# SynergySP
有限会社SynergySP（シナジーエスピー、英: SynergySP Co.,Ltd.）は、日本のアニメ制作会社。シンエイ動画株式会社の子会社。

## 概要
スタジオジュニオ（後のジュニオ ブレイン トラスト）で主に東映動画の外注、海外合作作品を手がけていた岡崎稔、前田実、我妻宏らのグループが独立し1998年5月1日に設立。同年9月24日に東京都杉並区で「有限会社シナジージャパン」として法人化した。
設立当初は他社からの作画下請けが中心だったが、2001年に日本アニメーションと共同制作した『Cosmic Baton Girl コメットさん☆』より元請制作を開始。翌年、日本アニメディアが制作した『爆転シュート ベイブレード2002』のアニメーション実制作として参加、以降日本アニメディア制作作品の実制作を中心とした。
2005年、小学館プロダクションとの共同経営体制となる。あわせて増資の上本社移転を行い「有限会社SynergySP」に商号変更した。以降同プロダクション企画・製作作品の元請制作が中心となり、テレビ東京系列日曜朝10時アニメ枠作品（『MÄR-メルヘヴン-』『ハヤテのごとく!』『絶対可憐チルドレン』『クロスゲーム』）を2005年 - 2010年の5年連続で制作した。
2009年、本社を現在の東京都小金井市本町5丁目4番1号SMSビルへ移転。
設立当初から代表取締役だった岡崎が退任してからは七野悠里子と小学館集英社プロダクションの中沢利洋の共同体制の後、七野が単独で代表を務めた。かつては撮影部門も保有していたが、同社プロデューサー・八田正宣と撮影監督・坪内弘樹がHORNETS設立に伴い、撮影部門は解散している。
2017年4月、シンエイ動画の子会社となり代表には『ドラえもん』のチーフプロデューサーを務めていた増子相二郎が就任した。
2022年、増子が代表取締役を退任。後任にはトムス・エンタテインメントで取締役やプロデューサーを務めた加藤良太が就任した。
2023年11月、事業拡大に伴い管理部門及び制作部門の一部を本社スタジオより切り離し、小金井市本町5丁目18番11号 OZプラザ3Fに移転。

## 作品履歴

### テレビアニメ
| 開始年 | 放送期間         | タイトル                                                               | 監督                          | アニメーション プロデューサー            | 備考                                     |
| ------ | ---------------- | ---------------------------------------------------------------------- | ----------------------------- | ---------------------------------------- | ---------------------------------------- |
| 2003年 | 4月 - 2004年3月  | マーメイドメロディー ぴちぴちピッチ                                    | ふじもとよしたか              | 南喜長 山東学 桜井涼介                   | 共同制作：アクタス                       |
| 2004年 | 4月 - 11月       | パンダーゼット                                                         | 神戸守                        | 南喜長 桜井涼介                          | 共同制作：ビー・メディア                 |
| 2004年 | 4月 - 12月       | マーメイドメロディー ぴちぴちピッチ ピュア                             | ふじもとよしたか              | 南喜長 山東学 桜井涼介                   | 共同制作：アクタス                       |
| 2005年 | 4月 - 2007年3月  | MÄR-メルヘヴン-                                                        | 奥脇雅晴 川口敬一郎           | 桜井涼介                                 |                                          |
| 2006年 | 4月 - 2008年3月  | きらりん☆レボリューション                                              | 奥脇雅晴 →オクワキマサハル    | 三浦俊一郎 樋口靖洋 中條元史 JUNG DU YEO | 共同制作：G&G ENTERTAINMENT              |
| 2006年 | 4月 - 2007年3月  | 新星輝デュエル・マスターズ フラッシュ                                  | 鈴木輪流郎                    | N/A                                      | 共同制作：G&G ENTERTAINMENT              |
| 2007年 | 4月 - 2008年3月  | ハヤテのごとく!                                                        | 川口敬一郎                    | 桜井涼介                                 |                                          |
| 2007年 | 4月 - 9月        | ゼロ デュエル・マスターズ                                              | 鈴木輪流郎                    | N/A                                      |                                          |
| 2007年 | 6月              | トレジャーガウスト                                                     | ふじもとよしたか              | 三浦俊一郎                               |                                          |
| 2008年 | 1月 - 6月        | メジャー（第4シリーズ）                                                | カサヰケンイチ（総） 福島利規 | 八田正宣                                 |                                          |
| 2008年 | 4月 - 2009年3月  | きらりん☆レボリューション STAGE3                                       | ふじもとよしたか              | 阿部勇                                   | 共同制作：SimImage                       |
| 2008年 | 4月 - 2009年3月  | 絶対可憐チルドレン                                                     | 川口敬一郎                    | 桜井涼介                                 |                                          |
| 2009年 | 1月 - 6月        | メジャー（第5シリーズ）                                                | カサヰケンイチ（総） 福島利規 | 八田正宣                                 |                                          |
| 2009年 | 4月 - 2010年3月  | クロスゲーム                                                           | 関田修                        | 桜井涼介                                 |                                          |
| 2010年 | 4月 - 2011年3月  | メタルファイト ベイブレード 爆                                         | 杉島邦久                      | 三浦俊一郎                               |                                          |
| 2010年 | 4月 - 9月        | メジャー（第6シリーズ）                                                | カサヰケンイチ（総） 福島利規 | 八田正宣                                 |                                          |
| 2010年 | 8月 - 2011年3月  | ギャラクシーレーサー スキャン2ゴー                                     | 橋本みつお Chan Young Park    | 田中敦 Kun Nam Cho Ha Maria              |                                          |
| 2011年 | 4月 - 2012年4月  | メタルファイト ベイブレード 4D                                         | 杉島邦久                      | 三浦俊一郎                               |                                          |
| 2011年 | 10月 - 2012年9月 | クロスファイト ビーダマン                                              | 小高義規                      | 桜井涼介                                 |                                          |
| 2011年 | 10月 - 2014年2月 | ちび☆デビ!                                                             | 神谷マキ                      | 阿部勇                                   | アニメーション制作協力：ぴえろプラス     |
| 2012年 | 4月 - 12月       | メタルファイト ベイブレード ZEROG                                      | 杉島邦久                      | 三浦俊一郎                               |                                          |
| 2012年 | 5月10日          | 頭文字D Fifth Stage                                                    | 橋本みつお                    | 阿部勇                                   |                                          |
| 2012年 | 10月 - 2013年9月 | クロスファイト ビーダマンeS                                            | 小高義規                      | 桜井涼介                                 |                                          |
| 2013年 | 1月 - 9月        | ビーストサーガ                                                         | 小野勝巳                      | 八田正宣                                 |                                          |
| 2014年 | 5月 - 6月        | 頭文字D Final Stage                                                    | 橋本みつお                    | 阿部勇                                   |                                          |
| 2021年 | 7月 - 9月        | 出会って5秒でバトル                                                    | 内藤明吾（総） 新井宣圭       | 増子相二郎 武井健                        | 共同制作：ベガエンタテイメント           |
| 2021年 | 10月 - 12月      | 大正オトメ御伽話                                                       | 羽鳥潤                        | 三浦俊一郎 藤原和博                      |                                          |
| 2022年 | 4月 - 10月       | カッコウの許嫁                                                         | 赤城博昭（総） 白幡良志之     | 櫻井洋介 三浦俊一郎                      | 共同制作：シンエイ動画                   |
| 2022年 | 8月22日          | アニ×パラ〜あなたのヒーローは誰ですか〜 「episode15 パラバレーボール」 | 大嶋博之                      | N/A                                      |                                          |
| 2023年 | 4月 - 6月        | カワイスギクライシス                                                   | 羽鳥潤                        | 藤原和博                                 |                                          |
| 2023年 | 7月 - 9月        | おかしな転生                                                           | 葛谷直行                      | 小竿俊一 釋迦郡卓                        | アニメーション制作協力：スタジオコメット |
| 2023年 | 10月 - 12月      | カノジョも彼女（Season 2）                                             | 鈴木孝聡                      | 貝賀美咲                                 |                                          |
| 2024年 | 1月 - 3月        | 休日のわるものさん                                                     | 小高義規                      | 斉藤広行 田代尚子                        | 共同制作：シンエイ動画                   |
| 2024年 | 4月 - 6月        | 変人のサラダボウル                                                     | 佐藤まさふみ                  | 大金正一                                 | 共同制作：スタジオコメット               |
| 2024年 | 10月 - 12月      | さようなら竜生、こんにちは人生                                         | 西田健一                      | 早船健一郎 武井健                        | 共同制作：ベガエンタテイメント           |
| 2025年 | 1月 - 3月        | 黒岩メダカに私の可愛いが通じない                                       | 奥村よしあき                  | 中井健人                                 |                                          |
| 2025年 | 7月 -            | ふたりソロキャンプ                                                     | 羽鳥潤                        | 藤原和博                                 |                                          |
| 2025年 | 10月 -           | 素材採取家の異世界旅行記                                               | 小高義規                      | 未公表                                   | 共同制作：タツノコプロ                   |
| 2026年 | 1月 -            | 穏やか貴族の休暇のすすめ。                                             | 能田健太                      | 未公表                                   | アニメーション制作協力：アセンション     |
| 2026年 | 1月 -            | デッドアカウント                                                       | 齊藤啓也                      | 未公表                                   |                                          |
| 2026年 | 冬期             | 火喰鳥 羽州ぼろ鳶組                                                    | 未公表                        | 未公表                                   |                                          |

### 劇場アニメ
| 公開年 | タイトル                                                         | 監督                  | 備考                                                                 |
| ------ | ---------------------------------------------------------------- | --------------------- | -------------------------------------------------------------------- |
| 2010年 | 劇場版メタルファイト ベイブレードVS太陽 灼熱の侵略者ソルブレイズ | 杉島邦久 小高義規     |                                                                      |
| 2015年 | ハッピーカムカム                                                 | 須田裕美子            | 2014年度若手アニメーター育成プロジェクト「アニメミライ2015」参加作品 |
| 2018年 | ゴーちゃん。〜モコと氷の上の約束〜                               | やすみ哲夫 平井峰太郎 | 共同制作：シンエイ動画                                               |

### OVA
| 発売年 | タイトル                                       | 監督                | 備考                                         |
| ------ | ---------------------------------------------- | ------------------- | -------------------------------------------- |
| 2010年 | 絶対可憐チルドレン 〜愛多憎生! 奪われた未来?〜 | 川口敬一郎          |                                              |
| 2010年 | メジャー -メッセージ-                          | N/A                 |                                              |
| 2011年 | オレ様キングダム                               | 平尾みほ 小野勝巳   |                                              |
| 2011年 | 姫ギャル♥パラダイス                            | ふじもとよしたか    |                                              |
| 2011年 | ショコラの魔法                                 | 芦野芳晴            |                                              |
| 2011年 | メジャー ワールドシリーズ編 夢の瞬間へ         | 福島利規            | -2012年                                      |
| 2012年 | いじめ                                         | 木村真一郎          |                                              |
| 2012年 | ナゾトキ姫は名探偵♥                            | えらん ウチダシンゴ |                                              |
| 2014年 | 12歳。                                         | 大宙征基            | 第1期第1話・第2期制作 共同制作：アセンション |

### 制作協力
| 年     | タイトル                                                           | 制作元請                                     | 備考                        |
| ------ | ------------------------------------------------------------------ | -------------------------------------------- | --------------------------- |
| 2001年 | Cosmic Baton Girl コメットさん☆                                    | 日本アニメーション                           | -2002年、アニメーション協力 |
| 2002年 | 爆転シュート ベイブレード2002                                      | 日本アニメディア                             | 制作協力                    |
| 2002年 | 爆転シュート ベイブレード THE MOVIE 激闘!!タカオVS大地             | 日本アニメディア                             | 制作協力                    |
| 2003年 | 爆転シュート ベイブレードGレボリューション                         | 日本アニメディア                             | 制作協力                    |
| 2004年 | B-伝説! バトルビーダマン                                           | 日本アニメディア                             | 制作協力                    |
| 2005年 | B-伝説! バトルビーダマン 炎魂                                      | 日本アニメディア                             | 制作協力                    |
| 2006年 | 爆球Hit! クラッシュビーダマン                                      | 日本アニメディア                             | 制作協力                    |
| 2008年 | 西洋骨董洋菓子店 〜アンティーク〜                                  | 日本アニメーション 白組                      | 制作協力                    |
| 2009年 | メタルファイト ベイブレード                                        | タツノコプロ                                 | -2010年、制作協力           |
| 2009年 | 極上!!めちゃモテ委員長                                             | 小学館ミュージック&デジタル エンタテイメント | -2010年、制作協力           |
| 2015年 | やっぱり海が好き                                                   | シンエイ動画                                 | 制作協力                    |
| 2016年 | カミワザ・ワンダ                                                   | トムス・エンタテインメント                   | -2017年、制作協力           |
| 2017年 | 妖怪アパートの幽雅な日常                                           | シンエイ動画                                 | 制作協力                    |
| 2017年 | やっぱり海が好き2                                                  | シンエイ動画                                 | 制作協力                    |
| 2017年 | ゴーちゃん。〜モコとちんじゅうの森の仲間たち〜                     | シンエイ動画                                 | 制作協力                    |
| 2018年 | ポチっと発明 ピカちんキット                                        | オー・エル・エム シンエイ動画                | -2020年、制作協力           |
| 2019年 | 新幹線変形ロボ シンカリオン                                        | オー・エル・エム                             | 制作協力（第53話以降）      |
| 2019年 | 映画コラショの海底わくわく大冒険!                                  | トムス・エンタテインメント                   | 制作協力                    |
| 2019年 | 劇場版 新幹線変形ロボ シンカリオン 未来からきた神速のALFA-X        | オー・エル・エム                             | 制作協力                    |
| 2020年 | 八男って、それはないでしょう!                                      | シンエイ動画                                 | 制作協力                    |
| 2024年 | ハズレ枠の【状態異常スキル】で最強になった俺がすべてを蹂躙するまで | Seven Arcs                                   | アニメーション制作協力      |

| 年     | タイトル                                         | 制作元請                           | 備考                           |
| ------ | ------------------------------------------------ | ---------------------------------- | ------------------------------ |
| 1998年 | さくらももこ劇場 コジコジ                        | 日本アニメーション                 | -1999年、各話制作協力          |
| 1999年 | スージーちゃんとマービー                         | XEBEC                              | -2000年、各話制作協力          |
| 1999年 | 週刊ストーリーランド                             | 日本アニメーション                 | -2001年、各話制作協力          |
| 2000年 | NieA_7                                           | トライアングルスタッフ             | 各話制作協力                   |
| 2000年 | ベイビーフィリックス                             | ラディクスエースエンタテインメント | -2001年、各話作画協力          |
| 2000年 | イメル                                           | サテライト                         | 制作協力                       |
| 2002年 | わがまま☆フェアリー ミルモでポン!                | スタジオ雲雀                       | -2003年、各話制作協力          |
| 2002年 | エクスドライバー Nina & Rei Danger Zone          | アクタス                           | 制作協力                       |
| 2004年 | 愛してるぜベイベ★★                               | トムス・エンタテインメント         | 各話制作協力                   |
| 2005年 | 銀盤カレイドスコープ                             | カラク                             | 各話制作協力                   |
| 2007年 | レ・ミゼラブル 少女コゼット                      | 日本アニメーション                 | 各話制作協力                   |
| 2007年 | ハヤテのごとく! ボクがロミオでロミオがボクで     | コナミデジタルエンタテインメント   | 制作協力                       |
| 2007年 | 真救世主伝説 北斗の拳 ユリア伝                   | トムス・エンタテインメント         | アニメーション協力             |
| 2008年 | デルトラクエスト                                 | オー・エル・エム                   | 各話制作協力                   |
| 2008年 | ポルフィの長い旅                                 | 日本アニメーション                 | 各話制作協力                   |
| 2008年 | かのこん                                         | XEBEC                              | 各話制作協力                   |
| 2008年 | 魔法遣いに大切なこと 〜夏のソラ〜                | ハルフィルムメーカー               | 各話制作協力                   |
| 2008年 | ヒャッコ                                         | 日本アニメーション                 | 各話制作協力、担当：NSスタジオ |
| 2008年 | いくぜっ! 源さん                                 | 日本アニメーション                 | 各話制作協力                   |
| 2011年 | 魔法少女まどか☆マギカ                            | シャフト                           | 各話制作協力                   |
| 2011年 | 遊☆戯☆王ZEXAL                                    | ぎゃろっぷ                         | 各話制作協力                   |
| 2011年 | 異国迷路のクロワーゼ The Animation               | サテライト                         | 各話制作協力                   |
| 2012年 | モーレツ宇宙海賊                                 | サテライト                         | 各話制作協力                   |
| 2012年 | 劇場版イナズマイレブンGO vs ダンボール戦機W      | オー・エル・エム                   | 制作協力                       |
| 2014年 | アオハライド                                     | Production I.G                     | 各話制作協力                   |
| 2014年 | ハナヤマタ                                       | マッドハウス                       | 各話制作協力                   |
| 2014年 | ヒーローバンク                                   | トムス・エンタテインメント         | 各話制作協力                   |
| 2014年 | オオカミ少女と黒王子                             | TYOアニメーションズ                | 各話制作協力                   |
| 2015年 | カードファイト!! ヴァンガードG                   | トムス・エンタテインメント         | 各話制作協力                   |
| 2015年 | 空戦魔導士候補生の教官                           | ディオメディア                     | 各話制作協力                   |
| 2015年 | 実は私は                                         | トムス・エンタテインメント         |                                |
| 2015年 | 映画 妖怪ウォッチ エンマ大王と5つの物語だニャン! | オー・エル・エム                   | 制作協力                       |
| 2015年 | ちびまる子ちゃん イタリアから来た少年            | 日本アニメーション                 | 制作協力                       |
| 2016年 | 12歳。〜ちっちゃなムネのトキメキ〜               | オー・エル・エム                   | 各話制作協力                   |
| 2018年 | ドラえもん                                       | シンエイ動画                       | 各話制作協力                   |
| 2018年 | メガロボクス                                     | トムス・エンタテインメント         | 各話制作協力                   |
| 2018年 | 千銃士                                           | トムス・エンタテインメント         | 各話制作協力                   |
| 2018年 | 狐狸之声                                         | ゆめ太カンパニー                   |                                |
| 2018年 | 新幹線変形ロボ シンカリオン                      | オー・エル・エム                   |                                |
| 2020年 | ハクション大魔王2020                             | タツノコプロ 日本アニメーション    |                                |

### その他
| 年     | タイトル                                 | 備考                                             |
| ------ | ---------------------------------------- | ------------------------------------------------ |
| 2018年 | つくるのだいすき!ねんDo!くんとなかまたち | 撮影、制作元請：studio VOLT                      |
| 中止   | テンカウント                             | 劇場アニメ、イーストフィッシュスタジオと共同制作 |

## 事業所
本社スタジオ
- 〒184-0004 東京都小金井市本町5丁目4番1号

OZプラザ
- 〒184-0004 東京都小金井市本町5丁目18番11号 OZプラザ3F

## 関連人物

### 役員
2024年11月現在。
代表取締役社長
- 加藤良太（トムス・エンタテインメント出身）

会長
- 梅澤道彦（非常勤、シンエイ動画代表取締役社長）

取締役
- 入江武彦
- 岡山仁
- 花島徹（非常勤）

執行役員
- 藤原和博

元代表取締役
- 七野悠里子
- 中沢利洋（小学館集英社プロダクション元取締役）
- 増子相二郎（シンエイ動画より転籍）

### アニメーター・演出家
- 前田実（創業者）
- 岡崎稔（創業者・元代表取締役）
- 我妻宏（創業者）
- 長森佳容
- 島崎知美
- 牧内ももこ
- 堀内修
- まきだかずあき
- 小丸敏之
- 初見浩一
- 中島渚
- 藤崎賢二
- 吉田肇
- 宍戸久美子
- 近藤優次
- 松本朋之
- 川口敬一郎
- 藤本義孝
- 奥脇雅晴
- 小寺勝之
- ワタナベシンイチ
- 川西泰二
- 奥村吉昭
- 関田修
- 小高義規
- 細川秀樹
- 橋口洋介
- 伊東英樹
- 萩原祥子
- 甲藤円

### 制作
- 櫻井涼介（現：オー・エル・エム→イーストフィッシュスタジオ所属）
- 阿部勇（現：オー・エル・エム→KONAMI animation所属）
- 八田正宣（現：HORNETS）